# Valle Dorado, Tijuana
Valle Dorado är en ort i Mexiko.   Den ligger i kommunen Tijuana och delstaten Baja California, i den nordvästra delen av landet, 2 300 km nordväst om huvudstaden Mexico City. Valle Dorado ligger 328 meter över havet och antalet invånare är 418.
Terrängen runt Valle Dorado är kuperad åt sydost, men åt nordväst är den platt. Runt Valle Dorado är det tätbefolkat, med 913 invånare per kvadratkilometer. Närmaste större samhälle är Tijuana, 11,1 km norr om Valle Dorado. Omgivningarna runt Valle Dorado är i huvudsak ett öppet busklandskap.